# Nickel 56
table
Le nickel 56, noté 56Ni, est l'isotope du nickel dont le nombre de masse est égal à 56 : son noyau atomique compte 28 protons et 28 neutrons avec un spin 0+ pour une masse atomique de 55,942 132 g/mol. Il est caractérisé par un excès de masse de −53 907,6 ± 0,4 keV et une énergie de liaison nucléaire par nucléon de 8 642,781 ± 0,007 keV.
Ce nucléide est instable, avec une période radioactive de 6,075 jours : il connaît deux désintégrations β+ successives en cobalt 56 puis en fer 56 :
{\displaystyle \mathrm {^{56}_{28}Ni\ {\xrightarrow[{6,075\ jours}]{\beta ^{+}\ 2,136\ MeV}}\ {}_{27}^{56}Co\ {\xrightarrow[{77,26\ jours}]{\beta ^{+}\ 4,566\ MeV}}\ {}_{26}^{56}Fe} }.
Cette chaîne de désintégrations produit l'essentiel de la luminosité des supernovae qui explosent après le processus de fusion du silicium. Cette réaction convertit le silicium 28 en nickel 56 par fusions successives de l'équivalent de sept noyaux d'hélium 4
2He à des températures comprises entre 2,7 et 3,5 GK (milliards de kelvins). Aucune autre fusion nucléaire ne peut plus libérer d'énergie au-delà du nickel.  C'est la raison de l'abondance naturelle du fer 56. Cette réaction dure moins d'une semaine dans le cœur d'étoiles au moins 8 fois plus massives que le Soleil. Plus l'étoile est massive, plus la pression et la température du cœur sont élevées et plus ce processus rapide. Puis les couches de combustibles nucléaires autour du cœur sur le cœur de l'étoile, se compriment, chauffent et déclenchent des réactions de fusion plus rapides (de l'ordre de la seconde) qui aboutissent à une explosion en supernova à effondrement de cœur. La fusion du silicium prend quelques minutes ou même quelques secondes dans les autres types de supernova.
La réaction s'arrête dans les étoiles au nickel 56 — intégralement converti en fer 56 — car l'énergie de liaison nucléaire par nucléon cesse de croître au niveau du nickel — et non du fer, contrairement à une idée répandue — et décroît au-delà : la fusion nucléaire cesse donc de libérer de l'énergie à partir du nickel, et c'est la fission nucléaire qui permet de libérer l'énergie des atomes plus lourds que le nickel ; le zinc 60 n'est donc pas formé par fusion à partir du nickel, car cela serait consommateur d'énergie :

Énergie de liaison nucléaire par nucléon en fonction du nombre de nucléons des noyaux atomiques.

Le noyau de 56Ni a la particularité d'être doublement magique, c'est-à-dire d'être constitué d'un nombre magique à la fois de protons et de neutrons. Néanmoins, des mesures du moment dipolaire du noyau de cuivre 57 montreraient que le noyau de nickel 56 serait moins « inerte » qu'attendu pour un tel noyau doublement magique.

## Articles liés
- Nickel
- Isotopes du nickel
- Table des isotopes
- Nombre magique (physique)
- Nickel 48

| 1 | H  |    |    |    |    |    |    |    |    |    |    |    |    |    |    |    |    |    |    |    |    |    |    |    |    |    |    |    |    |    |    | He |
| 2 | Li | Be |    |    |    |    |    |    |    |    |    |    |    |    |    |    |    |    |    |    |    |    |    |    |    |    | B  | C  | N  | O  | F  | Ne |
| 3 | Na | Mg |    |    |    |    |    |    |    |    |    |    |    |    |    |    |    |    |    |    |    |    |    |    |    |    | Al | Si | P  | S  | Cl | Ar |
| 4 | K  | Ca |    |    |    |    |    |    |    |    |    |    |    |    |    |    | Sc | Ti | V  | Cr | Mn | Fe | Co | Ni | Cu | Zn | Ga | Ge | As | Se | Br | Kr |
| 5 | Rb | Sr |    |    |    |    |    |    |    |    |    |    |    |    |    |    | Y  | Zr | Nb | Mo | Tc | Ru | Rh | Pd | Ag | Cd | In | Sn | Sb | Te | I  | Xe |
| 6 | Cs | Ba | La | Ce | Pr | Nd | Pm | Sm | Eu | Gd | Tb | Dy | Ho | Er | Tm | Yb | Lu | Hf | Ta | W  | Re | Os | Ir | Pt | Au | Hg | Tl | Pb | Bi | Po | At | Rn |
| 7 | Fr | Ra | Ac | Th | Pa | U  | Np | Pu | Am | Cm | Bk | Cf | Es | Fm | Md | No | Lr | Rf | Db | Sg | Bh | Hs | Mt | Ds | Rg | Cn | Nh | Fl | Mc | Lv | Ts | Og |